# Société par actions Usines de Maltsovsk
La Société par actions Usines de Maltsovsk (russe :  Акционерное общество Мальцовских заводов) est une conglomérat industriel russe, dont la société-mère était sise à Saint-Pétersbourg, au no 7 de la Perspective Nevski.

## Histoire

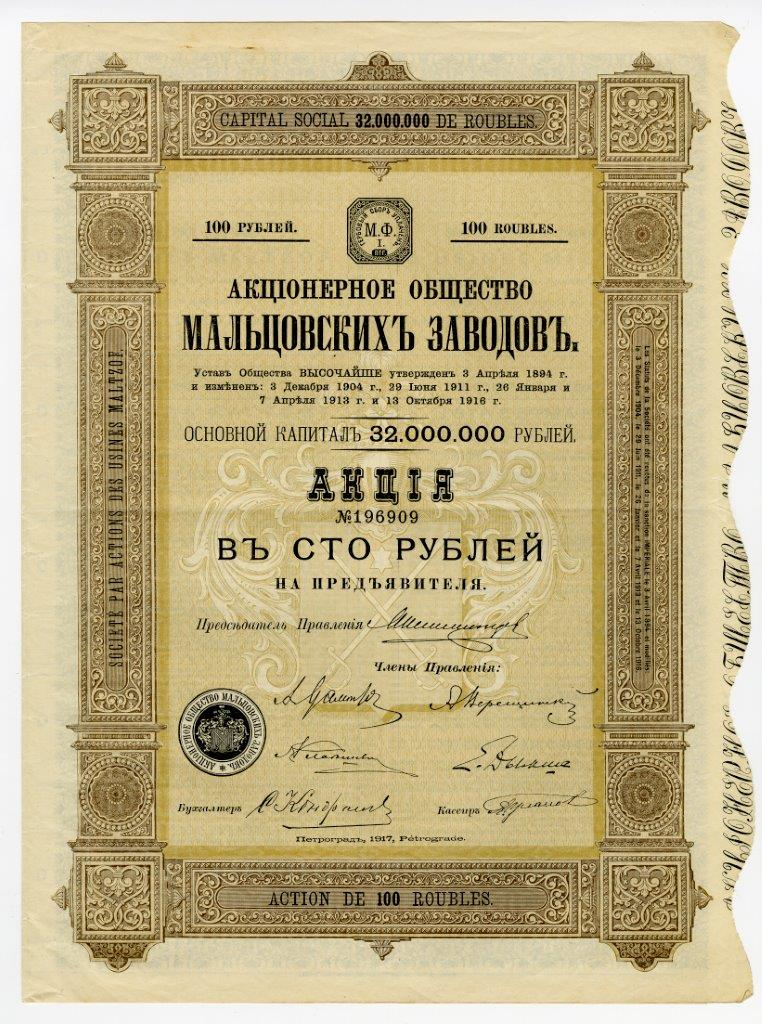
Action au porteur de 100 roubles de la société Société par actions Usines de Maltsovsk (1917).

La compagnie est fondée en 1894. La Société par actions Usines de Maltsovsk est enregistrée immédiatement après la mort de Sergueï Ivanovitch Maltsov (ru), industriel russe, issu de la célèbre famille de la noblesse de cour Maltsov (ru).
Ivan Mamontov (ru) Citoyen d'honneur de l'Empire russe, cousin de l'entrepreneur et mécène russe Savva Mamontov, devient le dirigeant de la compagnie. L'ingénieur, industriel et figure publique russe L. K. Chechmintsev est président du conseil d'administration.
L'empire Maltsovsk, tel qu'il ressort des statuts de la société, comprenait plus de 150 000 décatines de terres, avec tous leurs bois, biens et constructions, disséminés sur le territoire appelé « Raïon des usines de Maltsovsk » dans les gouvernements de Briansk, Orlov, Kalouga et Smolensk ainsi que des usines (une cristallerie, des hauts-fourneaux, des miroiteries). La société possédait aussi une faïencerie à Pesotchna, une usine de bouteille à Zneber, une usine de wagons et de machines agricoles à Lioubokhna et à Ratissa, une papeterie, des usines de brassage de bière et d'hydromel. En outre, la société Usines de Maltsovsk possédait une ligne de chemin de fer, reliant les usines, et des immeubles, entrepôts et dépôts à Moscou, Kiev, Karkhiv, Riga, Kherson, Rostov-sur-le-Don, Iekaterinoslav, Krementchouk et quelques autres villes et agglomérations de l'empire russe.  
La marque Maltsovsk était largement présent dans l'environnement quotidien russe. 

«  "Tous en Russie connaissent les vitres Maltsovsk, la fonte Maltsovsk (fourneaux, fers à repasser, cocottes, battants de poêle,...), les voitures Maltsovsk, les locomobiles Maltsovsk, les locomotives Maltsovsk... »

—  Supplément au journal Technolog (russe : Технолог) en 1903.
En 1918 toutes les fabriques et usines de Maltsovsk sont nationalisées, et le trust du District des fabriques et usines d'État de Maltsovsk (russe :  Государственного мальцовского фабрично-заводского округа), est créé, avec son siège à Diatkovo.